# Klein-Cambronpolder
De Klein-Cambronpolder is een polder ten zuidoosten van Vogelwaarde, behorend tot de Polders van Stoppeldijk en Cambron.
De polder is de laatste bedijking van het Verdronken Land van Cambron, een schorrengebied dat ontstaan is door de inundatie van 1585, waarbij de Middeleeuse polders, ingedijkt door de monniken van de Abdij van Cambron, verloren gingen.
De polder werd herdijkt in 1770 en heeft een oppervlakte van 70 ha.
Direct ten zuiden van deze polder ligt het natuurgebied Groot Eiland.